# Харви (Мичиген)
Харви (енгл. Harvey) насељено је место без административног статуса у америчкој савезној држави Мичиген.

## Демографија
По попису из 2010. године број становника је 1.393, што је 72 (5,5%) становника више него 2000. године.
| Група             | 2000.         | 2010.         |
| Белци             | 1.236 (93,6%) | 1.311 (94,1%) |
| Афроамериканци    | 14 (1,1%)     | 7 (0,5%)      |
| Азијати           | 8 (0,6%)      | 4 (0,3%)      |
| Хиспаноамериканци | 8 (0,6%)      | 7 (0,5%)      |
| Укупно            | 1.321         | 1.393         |